# Rudziny (przystanek kolejowy)
Rudziny – nieczynny kolejowy przystanek osobowy w Rudzinach, w województwie lubuskim, w Polsce.